# Växjö Art Site – konststråket

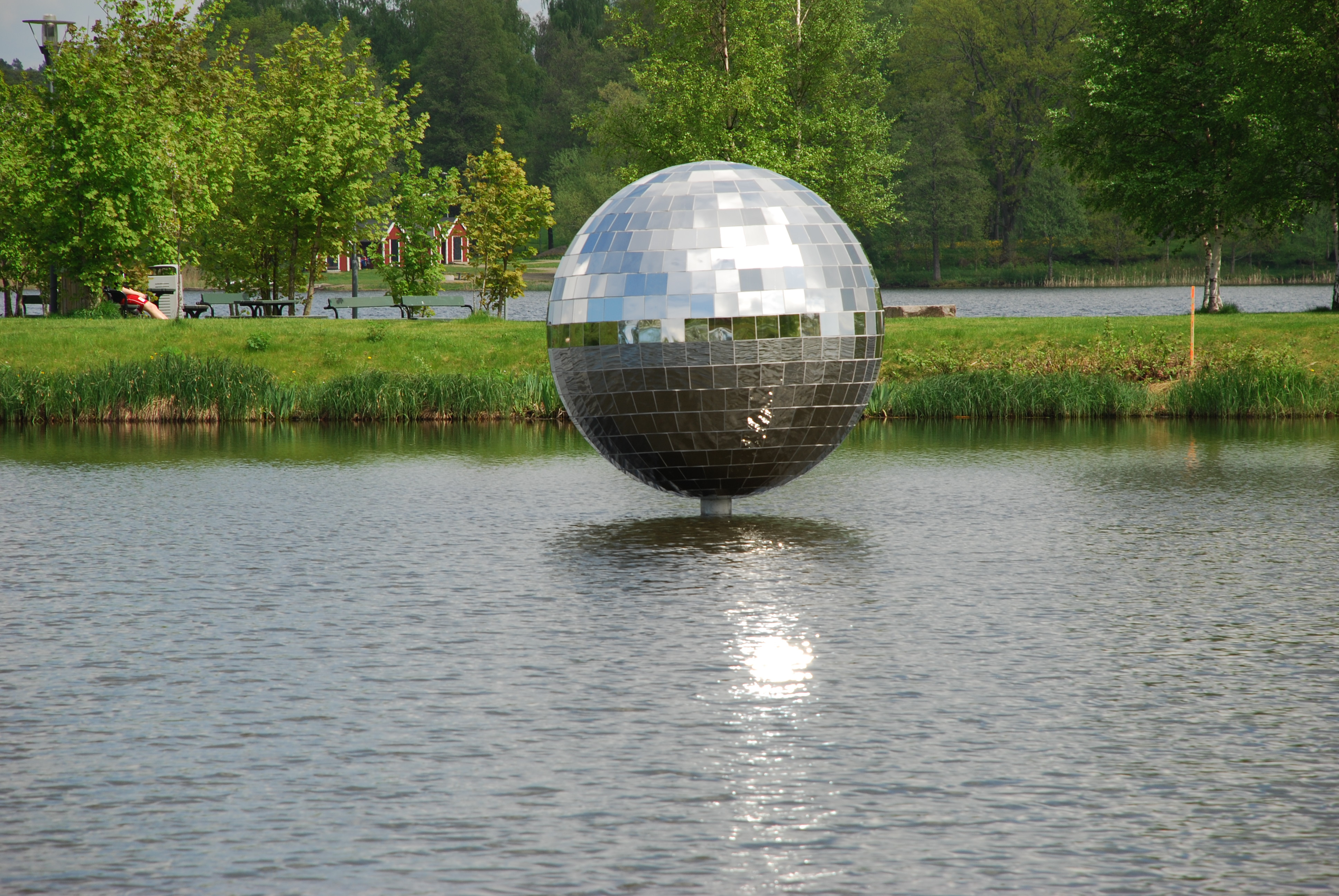
Spegelbollen av Inges Idee

Växjö Art Site – konststråket är en skulpturpark i Växjö. Växjö kommun genom Växjö konsthall är sedan 2008 i färd med att göra ett skulpturstråk runt sjöarna Växjösjön och Trummen.

## Konstverk
- 2008 – Durus och Mollis av Monika Gora, vid stranden av Växjösjön
- 2010 – Spegelbollen av Inges Idee, i lagunen i Växsjösjön
- 2011 – Drinking Tree, fontän av Anna-Karin Arvidsson vid parken Strandbjörket vid Växjösjön
- 2012 – In the Shade of the Sun av Roland Persson på Kampaängen
- 2013 – Gyrokompassen, 25 meter i diameter, av Gunilla Bandolin, en gräsklädd jordskulptur vid stranden av Trummen, nära Sankt Sigfrids sjukhus
- 2016 – Pissed Elin, fontänskulptur i målad, gjuten aluminium av Sara Möller, Skogsudden vid Valla hamn i Växsjösjön (56°51′45.88″N 14°48′48.54″Ö / 56.8627444°N 14.8134833°Ö)